# Коссовская, Анна Григорьевна
Анна Григорьевна Коссовская (1915—2000) — советский геолог, доктор геолого-минералогических наук, профессор, специалист в области минералогии и петрографии осадочных горных пород.

## Биография
Родилась 4 (17) июня 1915 года в Москве в семье юриста Григория Ефимовича Коссовского и Дины Хаим-Исеровны Каган.
В 1935—1940 годах училась в Московском нефтяном институте имени И. М. Губкина. В 1940—1943 годах была аспирантом и работала ассистентом на кафедре Московского нефтяного института.
С 1943 года работала в Институте геологических наук (ИГН АН СССР), который в 1956 году стал Геологическим институтом (ГИН АН СССР). Заведующая Лабораторией осадочной минералогии в Отделе литологии ГИН АН СССР, позднее лаборатории геоминералогии.
В 1958 году участвовала в работе 5 Международного конгресса седиментологов в Швейцарии. В 1961 году была на Международном конгрессе по геологии угля в ФРГ и Франции. В 1963 году была на Международной конференции по изучению глин в Швеции.
В 1967 году была избрана в редколлегию журнала Международной ассоциации седиментологов, на 7 Международного конгресса седиментологов.
Член редколлегии журнала «Литология и полезные ископаемые», Sedimentology.
Научная деятельность была посвящена развитию нового направления в литологии — генетической минералогии, в основе которой лежит генетический подход к изучению геологических процессов в осадочной оболочке Земли.
Вместе с В. Д. Шутовым ввела в литологию термин «геоминералогия», читала этот курс в объёме 56 аудиторных часов студентам Геологического факультета МГУ вплоть до 1994 года. Продолжает развиваться одно из наиболее актуальных научных направлений А. Г. Коссовской — генетическая минералогия (геоминералогия), в основе которой лежит генетический подход к изучению геологических процессов в осадочной оболочке Земли.
Скончалась в 2000 году[когда?] в Москве.

## Семья
Муж — Базыкин, Дмитрий Александрович (1910—1944) — художник. Сын — Александр Базыкин (1940—1994), доктор физико-математических наук.
Второй муж — Сердюк, Роман Лукич (род. 1905) — учёный-физик, лауреат Сталинской премии.

## Награды и премии
- 1946 — Медаль «За доблестный труд в Великой Отечественной войне 1941—1945 гг.»
- 1948 — Медаль «В память 800-летия Москвы»
- 1954 — Медаль «За трудовую доблесть»

## Членство в организациях
- 1944 — ВКП(б).
- Международная ассоциация седиментологов (член совета).
- Межведомственный литологический комитет СССР.

## Память
Памяти А. Г. Коссовской была посвящена научная конференция:
- Фундаментальные проблемы изучения вулканогенно-осадочных, терригенных и карбонатных комплексов: Материалы Всероссийского литологического совещания, посвященного памяти А. Г. Коссовской и И. В. Хворовой. — М.: ГЕОС, 2020. 285 с.